# Santiago Arzamendia
Santiago Arzamendia Duarte (Wanda, 5 maggio 1997) è un calciatore argentino naturalizzato paraguaiano, difensore dell'Estudiantes (LP) e della nazionale paraguaiana.

## Caratteristiche tecniche
È un terzino sinistro.

## Carriera

### Club
Nato in Argentina da genitori paraguaiani, è cresciuto nel settore giovanile del Cerro Porteño, ha esordito in prima squadra il 9 settembre 2015 disputando l'incontro di División Profesional perso 1-0 contro il Dep. Capiatá.
L'8 luglio 2021 firma per il Cadice.

### Nazionale
Nel settembre 2018 ha scelto di optare per la nazionale paraguaiana.

## Statistiche

### Presenze e reti nei club
Statistiche aggiornate al 2 aprile 2025.
| Stagione                | Squadra                 | Campionato              | Campionato | Campionato | Coppe nazionali | Coppe nazionali | Coppe nazionali | Coppe continentali | Coppe continentali | Coppe continentali | Altre coppe | Altre coppe | Altre coppe | Totale | Totale | Totale |
| Stagione                | Squadra                 | Comp                    | Pres       | Reti       | Comp            | Pres            | Reti            | Comp               | Pres               | Reti               | Comp        | Pres        | Reti        | Pres   | Reti   |        |
| ----------------------- | ----------------------- | ----------------------- | ---------- | ---------- | --------------- | --------------- | --------------- | ------------------ | ------------------ | ------------------ | ----------- | ----------- | ----------- | ------ | ------ | ------ |
| 2015                    | Cerro Porteño           | PD                      | 1          | 0          | -               | -               | -               | -                  | -                  | -                  | -           | -           | -           | 1      | 0      |        |
| 2016                    | Cerro Porteño           | PD                      | 3          | 0          | -               | -               | -               | -                  | -                  | -                  | -           | -           | -           | 3      | 0      |        |
| 2017                    | Cerro Porteño           | PD                      | 13         | 0          | -               | -               | -               | CS                 | 1                  | 0                  | -           | -           | -           | 14     | 0      |        |
| 2018                    | Cerro Porteño           | PD                      | 31         | 4          | -               | -               | -               | CL                 | 8                  | 1                  | -           | -           | -           | 39     | 5      |        |
| 2019                    | Cerro Porteño           | PD                      | 26         | 0          | -               | -               | -               | CL                 | 9                  | 1                  | -           | -           | -           | 35     | 1      |        |
| 2020                    | Cerro Porteño           | PD                      | 19         | 0          | -               | -               | -               | CL                 | 4                  | 0                  | -           | -           | -           | 23     | 0      |        |
| gen.-giu. 2021          | Cerro Porteño           | PD                      | 10         | 2          | -               | -               | -               | CL                 | 6                  | 0                  | -           | -           | -           | 16     | 2      |        |
| 2021-2022               | Cadice                  | PD                      | 14         | 1          | CR              | 3               | 0               | -                  | -                  | -                  | -           | -           | -           | 17     | 1      |        |
| 2022-2023               | Cadice                  | PD                      | 12         | 0          | CR              | 1               | 0               | -                  | -                  | -                  | -           | -           | -           | 13     | 0      |        |
| Totale Cadice           | Totale Cadice           | Totale Cadice           | 26         | 1          |                 | 4               | 0               |                    | -                  | -                  |             | -           | -           | 30     | 1      |        |
| lug.-dic. 2023          | Cerro Porteño           | PD                      | 19         | 3          | -               | -               | -               | -                  | -                  | -                  | -           | -           | -           | 19     | 3      |        |
| gen.-giu. 2024          | Cerro Porteño           | PD                      | 20         | 0          | -               | -               | -               | CL                 | 6                  | 0                  | -           | -           | -           | 26     | 0      |        |
| Totale Cerro Porteño    | Totale Cerro Porteño    | Totale Cerro Porteño    | 142        | 9          |                 | -               | -               |                    | 34                 | 2                  |             | -           | -           | 176    | 11     |        |
| lug.-dic. 2024          | Estudiantes (LP)        | PD                      | 13         | 0          | CA+CdL          | -               | -               | CL                 | -                  | -                  | SA+TdC      | 0           | 0           | 13     | 0      |        |
| 2025                    | Estudiantes (LP)        | PD                      | 9          | 1          | CA              | 0               | 0               | CL                 | 1                  | 0                  | -           | -           | -           | 10     | 1      |        |
| Totale Estudiantes (LP) | Totale Estudiantes (LP) | Totale Estudiantes (LP) | 22         | 1          |                 | 0               | 0               |                    | 1                  | 0                  |             | 0           | 0           | 23     | 1      |        |
| Totale carriera         | Totale carriera         | Totale carriera         | 190        | 11         |                 | 4               | 0               |                    | 35                 | 2                  |             | 0           | 0           | 229    | 13     |        |

### Cronologia delle presenze e reti in nazionale
| Cronologia completa delle presenze e delle reti in nazionale ― Paraguay | Cronologia completa delle presenze e delle reti in nazionale ― Paraguay | Cronologia completa delle presenze e delle reti in nazionale ― Paraguay | Cronologia completa delle presenze e delle reti in nazionale ― Paraguay | Cronologia completa delle presenze e delle reti in nazionale ― Paraguay | Cronologia completa delle presenze e delle reti in nazionale ― Paraguay | Cronologia completa delle presenze e delle reti in nazionale ― Paraguay | Cronologia completa delle presenze e delle reti in nazionale ― Paraguay |
| Data                                                                    | Città                                                                   | In casa                                                                 | Risultato                                                               | Ospiti                                                                  | Competizione                                                            | Reti                                                                    | Note                                                                    |
| ----------------------------------------------------------------------- | ----------------------------------------------------------------------- | ----------------------------------------------------------------------- | ----------------------------------------------------------------------- | ----------------------------------------------------------------------- | ----------------------------------------------------------------------- | ----------------------------------------------------------------------- | ----------------------------------------------------------------------- |
| 27-3-2019                                                               | Santa Clara                                                             | Messico                                                                 | 4 – 2                                                                   | Paraguay                                                                | Amichevole                                                              | -                                                                       |                                                                         |
| 9-6-2019                                                                | Asunción                                                                | Paraguay                                                                | 2 – 0                                                                   | Guatemala                                                               | Amichevole                                                              | -                                                                       |                                                                         |
| 16-6-2019                                                               | Rio De Janeiro                                                          | Paraguay                                                                | 2 – 2                                                                   | Qatar                                                                   | Coppa America 2019 - 1º turno                                           | -                                                                       |                                                                         |
| 19-6-2019                                                               | Belo Horizonte                                                          | Argentina                                                               | 1 – 1                                                                   | Paraguay                                                                | Coppa America 2019 - 1º turno                                           | -                                                                       |                                                                         |
| 23-6-2019                                                               | Salvador de Bahia                                                       | Colombia                                                                | 1 – 0                                                                   | Paraguay                                                                | Coppa America 2019 - 1º turno                                           | -                                                                       |                                                                         |
| 27-6-2019                                                               | Porto Alegre                                                            | Brasile                                                                 | 0 – 0 (4 – 3 dtr)                                                       | Paraguay                                                                | Coppa America 2019 - Quarti di finale                                   | -                                                                       | 61’                                                                     |
| 14-11-2019                                                              | Sofia                                                                   | Bulgaria                                                                | 0 – 1                                                                   | Paraguay                                                                | Amichevole                                                              | -                                                                       | 90’                                                                     |
| 19-11-2019                                                              | Riad                                                                    | Arabia Saudita                                                          | 0 – 0                                                                   | Paraguay                                                                | Amichevole                                                              | -                                                                       | 78’                                                                     |
| 3-6-2021                                                                | Montevideo                                                              | Uruguay                                                                 | 0 – 0                                                                   | Paraguay                                                                | Qual. Mondiali 2022                                                     | -                                                                       | 66’                                                                     |
| 8-6-2021                                                                | Asunción                                                                | Paraguay                                                                | 0 – 2                                                                   | Brasile                                                                 | Qual. Mondiali 2022                                                     | -                                                                       |                                                                         |
| 14-6-2021                                                               | Goiânia                                                                 | Paraguay                                                                | 3 – 1                                                                   | Bolivia                                                                 | Coppa America 2021 - 1º turno                                           | -                                                                       | 74’                                                                     |
| 21-6-2021                                                               | Brasilia                                                                | Argentina                                                               | 1 – 0                                                                   | Paraguay                                                                | Coppa America 2021 - 1º turno                                           | -                                                                       |                                                                         |
| 24-6-2021                                                               | Brasilia                                                                | Cile                                                                    | 0 – 2                                                                   | Paraguay                                                                | Coppa America 2021 - 1º turno                                           | -                                                                       |                                                                         |
| 2-7-2021                                                                | Goiânia                                                                 | Perù                                                                    | 3 – 3 dts (4 – 3 dtr)                                                   | Paraguay                                                                | Coppa America 2021 - Quarti di finale                                   | -                                                                       |                                                                         |
| 2-9-2021                                                                | Quito                                                                   | Ecuador                                                                 | 2 – 0                                                                   | Paraguay                                                                | Qual. Mondiali 2022                                                     | -                                                                       |                                                                         |
| 5-9-2021                                                                | Asunción                                                                | Paraguay                                                                | 1 – 1                                                                   | Colombia                                                                | Qual. Mondiali 2022                                                     | -                                                                       | 80’                                                                     |
| 7-10-2021                                                               | Asunción                                                                | Paraguay                                                                | 0 – 0                                                                   | Argentina                                                               | Qual. Mondiali 2022                                                     | -                                                                       |                                                                         |
| 10-10-2021                                                              | Santiago del Cile                                                       | Cile                                                                    | 2 – 0                                                                   | Paraguay                                                                | Qual. Mondiali 2022                                                     | -                                                                       |                                                                         |
| 13-10-2021                                                              | La Paz                                                                  | Bolivia                                                                 | 4 – 0                                                                   | Paraguay                                                                | Qual. Mondiali 2022                                                     | -                                                                       | 69’                                                                     |
| 27-1-2022                                                               | Asunción                                                                | Paraguay                                                                | 0 – 1                                                                   | Uruguay                                                                 | Qual. Mondiali 2022                                                     | -                                                                       |                                                                         |
| 1-2-2022                                                                | Belo Horizonte                                                          | Brasile                                                                 | 4 – 0                                                                   | Paraguay                                                                | Qual. Mondiali 2022                                                     | -                                                                       | 20’ 46’                                                                 |
| 10-6-2022                                                               | Suwon                                                                   | Corea del Sud                                                           | 2 – 2                                                                   | Paraguay                                                                | Amichevole                                                              | -                                                                       | 90+1’                                                                   |
| 23-9-2022                                                               | Wiener Neustadt                                                         | Paraguay                                                                | 1 – 0                                                                   | Emirati Arabi Uniti                                                     | Amichevole                                                              | -                                                                       |                                                                         |
| 10-10-2024                                                              | Quito                                                                   | Ecuador                                                                 | 0 – 0                                                                   | Paraguay                                                                | Qual. Mondiali 2026                                                     | -                                                                       | 84’                                                                     |
| Totale                                                                  |                                                                         | Presenze                                                                | 24                                                                      |                                                                         | Reti                                                                    | 0                                                                       |                                                                         |

## Palmarès

### Club

#### Competizioni nazionali
- Campionato paraguaiano: 1

Olimpia: Apertura 2020
- Trofeo de Campeones de la Liga Profesional: 1

Estudiantes: 2024